# اوورتور
پیش‌نوا یا اُورتور یا اووِرتور (به فرانسوی: Ouverture) قطعه‌ای‌سازی است که به‌عنوان مقدمه برای اپرا، اوراتوریو، باله و سایر آثار دراماتیک یا به‌عنوان یک قطعهٔ مستقل اجرا می‌شود و معمولاً شامل نغمه‌های اصلی آن اثر است. این قطعه در اجراهای نمایشی، زمانی که هنوز پردهٔ نمایش بالا نرفته‌است، توسط ارکستر اجرا می‌شود.
در موسیقی ایرانی، از اواخر دورهٔ قاجاریه، برای اولین بار توسط درویش خان مقدمه‌ای به نام پیش‌درآمد قبل از درآمد اجرا می‌شود.